# 2024년 하계 올림픽 성화 봉송
2024년 하계 올림픽 성화 봉송(2024 Summer Olympics torch relay)은 2024년 4월 16일부터 2024년 7월 26일까지 진행된다. 그리스 올림피아 (그리스)에서 채화한 후 성화는 그리스를 거쳐 4월 26일 아테네에 도착했다. 5월 9일 돛대가 3개인 벨렘호를 타고 지중해를 건너 마르세유까지 항해한 뒤 모나코의 작은 기항을 따라 수도권과 프랑스 해외를 횡단하기 시작했다. 프랑스 다리는 올림픽 성화대에 불을 붙이는 데 사용되는 개막식 동안 종료된다. 파리 2024 성화대는 트로카데로 정원 경기장에 세워질 것으로 예상된다.